# Lori Petty
Lori Lee Petty (Chattanooga, 14 ottobre 1963) è un'attrice statunitense.

## Biografia
È stata resa celebre dal ruolo di Tyler Endicott, la fidanzata surfista del personaggio di Keanu Reeves nel film del 1991 Point Break - Punto di rottura. In precedenza aveva partecipato alla serie TV Booker della Fox, con Richard Grieco. Nel 1992 è Kit nel film Ragazze vincenti, con protagonisti Tom Hanks, Madonna e Geena Davis, mentre nel 1995 ebbe un ruolo di protagonista in Tank Girl che la fece diventare un'icona. Ha inoltre recitato in Free Willy - Un amico da salvare, in Operazione Desert Storm ed è stata co-protagonista nella serie televisiva Lush Life, insieme a Karyn Parsons. Proprietaria della linea di abbigliamento Lawd Knows, dal 2014 al 2016 ha interpretato il ruolo di Lolly nella serie Orange Is the New Black.

## Filmografia parziale

### Attrice

#### Cinema
- Cadillac Man - Mister occasionissima (Cadillac Man), regia di Roger Donaldson (1990)
- Point Break - Punto di rottura (Point Break), regia di Kathryn Bigelow (1991)
- Ragazze vincenti (A League of Their Own), regia di Penny Marshall (1992)
- Free Willy - Un amico da salvare (Free Willy), regia di Simon Wincer (1993)
- Poetic Justice, regia di John Singleton (1993)
- Operazione Desert Storm (In the Army Now), regia di Daniel Petrie Jr. (1994)
- Il distintivo di vetro (The Glass Shield), regia di Charles Burnett (1994)
- Tank Girl, regia di Rachel Talalay (1995)
- Countdown, regia di Keoni Waxman (1996)
- Relax... It's Just Sex, regia di P.J. Castellaneta (1998)
- Indagine pericolosa (The Arrangement), regia di Michael Ironside (1999)
- Clubland, regia di Mary Lambert (1999)
- Horrible Accident, regia di Lori Petty (2001)
- MacArthur Park, regia di Billy Wirth (2001)
- Firetrap - Incubo di fuoco (Firetrap), regia di Harris Done (2001)
- Route 666, regia di William Wesley (2001)
- Prey for Rock & Roll, regia di Alex Steyermark (2003)
- Cryptid, regia di Darrell Michael e Michael D. Sellers (2006)
- Broken Arrows, regia di Reid Gershbein (2007)
- Richard III, regia di Scott Anderson (2007)
- Last Call, regia di Steven Tanenbaum (2008)
- Chasin 3000, regia di Gregory J. Lanesey (2010)
- Fear, Love and Agoraphobia regia di Alex D'Lerma (2017)

#### Televisione
- Ai confini della realtà (The Twilight Zone) – serie TV, episodio 1x55 (1986)
- Il motel della paura (Bates Motel), regia di Richard Rothstein – film TV (1987)
- Miami Vice – serie TV, episodio 4x10 (1988)
- The Thorns – serie TV, 12 episodi (1988)
- Poliziotti in gabbia (Police Story: Monster Manor), regia di Aaron Lipstadt – film TV (1988)
- Perry Mason: Partitura mortale (Perry Mason: The Case of the Musical Murder), regia di Christian I. Nyby II – film TV (1989)
- Booker – serie TV, 10 episodi (1989)
- Star Trek: Voyager – serie TV, episodio 5x13 (1998)
- Lush Life – serie TV, 7 episodi (1996)
- Brimstone – serie TV, 7 episodi (1998)
- E.R. - Medici in prima linea (ER) – serie TV, episodio 8x18 (2002)
- Masters of Horror – serie TV, episodio 1x09 (2006)
- Prison Break – serie TV, episodi 4x23-4x24 (2009)
- Orange Is the New Black – serie TV, 24 episodi (2014-2019)
- Gotham – serie TV, episodio 2x14 (2016)
- NCIS: Origins – serie TV, 4 episodi (2024-2025)

### Regista
- Horrible Accident (2001)
- The Poker House (2008)

## Doppiatrici italiane
Nelle versioni in italiano delle opere in cui ha recitato, Lori Petty è stata doppiata da:
- Emanuela Rossi in Il motel della paura
- Monica Ward in Cadillac Man - Mister occasionissima
- Giuppy Izzo in Point Break - Punto di rottura
- Georgia Lepore in Ragazze vincenti
- Roberta Paladini in Free Willy - Un amico da salvare
- Eva Ricca in Tank Girl
- Laura Romano in Prey for Rock & Roll
- Isabella Pasanisi in Dr. House - Medical Division
- Ludovica Modugno in Prison Break
- Cinzia Villari in Gotham
- Michela Alborghetti in Orange Is the New Black
- Roberta Greganti in Hawaii Five-0
- Emanuela Damasio in Station Eleven
- Cinzia De Carolis in NCIS: Origins

Da doppiatrice è sostituita da:
- Jasmine Laurenti in Batman - Cavaliere della notte